# Flaszowiec miękkociernisty

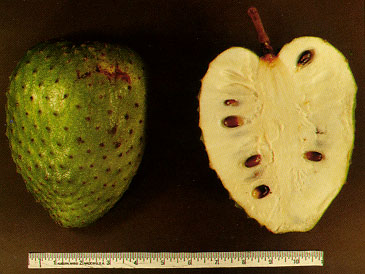
Owoc flaszowca miękkociernistego

Flaszowiec miękkociernisty (Annona muricata L.) – gatunek małego drzewa, dorastającego do 10 m wysokości. Flaszowiec miękkociernisty pochodzi z Ameryki Środkowej i Antyli. Kwitnie przez cały rok, a jadalne owoce dojrzewają w każdym miesiącu. Głównym rejonem uprawy jest Ameryka Środkowa.

## Morfologia
LiściePodługowate, zimozielone, do 20 cm długości, naprzemianległe, ciemnozielone. Górna powierzchnia błyszcząca, dolna matowa.
KwiatyWyrastają pojedynczo lub zebrane po kilka. Płatki korony zielonkawożółte, mięsiste, sercowate, do 5 cm długości i szerokości. Wyrastają w dwóch okółkach po 3 płatki. Pręciki i owocolistki liczne, gęsto upakowane.
OwoceDuże, długości do 35 cm, o wadze do 6 kg (zwykle mniejsze, do 3 kg), kształtu nerkowatego, pokryte zieloną skórką podzieloną na pola, na każdym znajduje się kolec. Miąższ jest śnieżnobiały, niejednolity, zawiera ciągnące się pasma delikatnej tkanki, z licznymi czarnymi nasionami długości do 2 cm.

## Zastosowanie
- Sztuka kulinarna: Owoce spożywa się na surowo i suszone. Mają smak słodkawo-kwaśny, przypominający krem poziomkowo-ananasowy. Służą też do sporządzania orzeźwiającego napoju wieloowocowego, lodów, sałatek owocowych i deserów, a także przetworów. Owoce wzmagają wydzielanie mleka u matek karmiących. Wykorzystuje się je jako przyprawę do lodów oraz na orzeźwiające soki i w preparatach odstraszających insekty[potrzebny przypis].
- Roślina lecznicza: Kora ma właściwości antybakteryjne i przeciwwrzodowe[potrzebny przypis].